# Assaisse
Assaisse (franska: Assaisse (CR), Assaisse (Commune Rurale), arabiska: اسكاون) är en kommun i Marocko.   Den ligger i provinsen Taroudannt och regionen Souss-Massa, i den centrala delen av landet, 400 km söder om huvudstaden Rabat. Antalet invånare är 7 275.